# Phù Lá
I Phù Lá sono un gruppo etnico del Vietnam la cui popolazione è stimata in circa 13.246 individui (censimento del 1999). Vi sono, inoltre, piccole comunità di Phù Lá in Cina, dove sono classificati all'interno dell'etnia Yi.
I Phù Lá sono presenti essenzialmente nelle province di Lao Cai (nella città di Lao Cai), Hà Giang (in alcuni villaggi nel distretto di Xin Mun), Lai Chau e Son La.
I nomi alternativi per i Phù Lá sono: Phu La, Phu Khla, Phu Kha, Fu Khla. 
L'etnia Phù Lá del Vietnam è strettamente correlata agli Yi cinesi. 

## Lingua
I Phù Lá parlano una propria lingua, la lingua Phula, del ceppo Sino-Tibetano. La maggior parte dei Phù Lá sta però perdendo l'uso della lingua originaria e si sta oriendando verso la lingua vietnamita.